# Фридрих фон Вальбек
Фридрих фон Вальбек (нем. Friedrich von Walbeck; 974 — после 1012) — граф Вальбека и бургграф Магдебурга, сын графа Зигфрида фон Вальбек и его жены Кунигунды фон Штаде, брат историка и епископа Титмара Мерзебургского.

## Биография
Саксонский анналист упоминает его как бургграфа Магдебурга. По хронике Титмара он известен как соучастник его кузена Вернера в разных предприятиях. Так в 998 году он вместе с братом Генрихом и Вернером выкрали невесту Вернера из аббатства Кведлинбург. В 1009 году Фридрих вместе с Вернером напали на отряд обидчика Вернера маркграфа Деди Мейсенсого. В результате столкновения Деди был убит, а Вернер потом был лишен императором Северной марки.
Титмар упоминает Фридриха как живого в 1012 году. 

## Брак и дети
Был женат на Титберге. Сын:
- Конрад — бургграф Магдебурга, граф Вальбека.

Возможно, что его дочерью была:
- Бригида (ум. 29 января) — племянница Титмара, настоятельница монастыря св. Лаврентия в Магдебурге, в то время, когда Титмар жил в Магдебурге.[1]

Приписывается она Фридриху на том основании, что Фридрих — единственный из братьев Титмара, про которого известно, что у него были дети. Впрочем, Титмар под «племянницей» мог иметь в виду более отдаленное родство нежели дочь брата. В переводе Дьяконова хроники Титмара она названа двоюродной сестрой, дочерью Лотаря фон Вальбек.
После смерти Фридриха Титберга вышла замуж за сеньора из гессенской знати, от которого у неё родился сын Майнфрид, бургграф Магдебурга.